# خرما

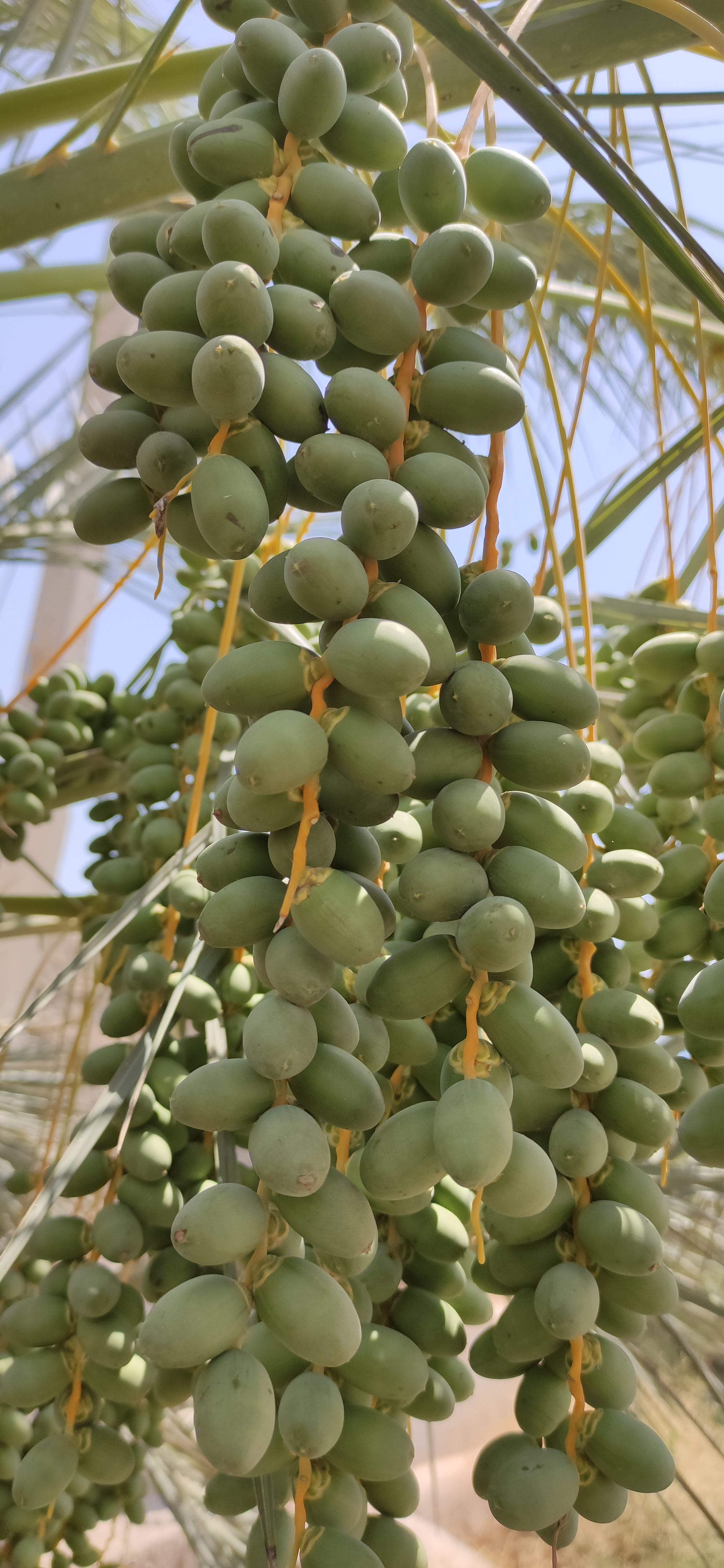
تصویر «پهک» که هنوز تبدیل به خارک نشده است. بعد از این مرحله میوه رنگ قرمز یا زرد بخود می‌گیرد که به آن خارک می‌گویند. در بعضی نقاط به همین پهک، خارک می‌گویند. این تصویر در آب‌پخش گرفته شده است.

خُرما یا نخل خرما (نام علمی: Phoenix dactylifera) گیاهی تک‌لپه‌ای و گرمسیری از تیره نخل‌ها است که میوه‌ای خوراکی و دارای پوستی نازک و طعمی شیرین و هسته‌ای سخت است. میوه‌ها به شکل خوشه‌ای بزرگ از شاخه آویزان می‌گردند و برگ‌های آن بزرگ است. ارتفاع نخل به ۱۰ تا ۲۰ متر یا بیشتر می‌رسد.
گستردگی گونه خرما عمدتاً در نیمکرهٔ شمالی و در کشورهای ایران، پاکستان، عراق، عربستان و سایر کشورهای عربی حاشیه خلیج فارس همچنین بیشتر کشورهای شمال آفریقا و ایالات متحده آمریکا است و در نیمکره جنوبی نیز به‌طور پراکنده دیده می‌شود.
سطح زیر کشت خرما در ایران ۲۳۲ هزار هکتار بوده که حدود ۱۹۹ هزار هکتار آن بارور است.
به میوهٔ نرسیده خرما ابتدا «پَهَک» می‌گویند (در بوشهر) و همچنین در نواحی جنوب کرمان (پنج گنج جنوب) به ان «خَمَل» یا «خَمَلَک» می‌گویند و پس از رنگ گرفتن به زرد یا قرمز، «خارَک» یا «خرک» یا کُنْگْ (و در زبان عربی، «حبابوک») گفته می‌شود. البته در بعضی نقاط به همان پهک خارک می‌گویند. رطب مرحله قبل از رسیدگی کامل خرماست که رطوبت بیشتر و قند کمتری نسبت به خرمای کاملاً رسیده دارد.
میوه خرما جزو میوه‌های سته می‌باشد یعنی تمام قسمت باریکاری آن گوشتی و حاوی مواد غذایی است. خرما از دورانِ باستان در رژیم غذایی انسان وجود داشته است و یکی از قدیمی‌ترین میوه‌های کشت شده توسط انسان بوده است.

## ریشه واژه
واژه خرما ریشه و بنیاد فارسی داشته و از زبان‌های فارسی، به زبان‌های هندی، اردو، ترکی، اندونزیایی و مالزیایی به سوی خاوری و یونانی به سوی باختری وارد شده است.
پارسی‌های جنوب کشور از جمله در لارستان، خرما را هُرما/اُرما و هارما/آرما می‌نامند که برگرفته از زبان پارسی میانه هست.

## ترکیبات شیمیایی خرما
خرما دارای ۲۵ درصد ساکارز، ۵۰ درصد گلوکز، و مواد آلبومینوئیدی، پکتین و آب می‌باشد. به‌علاوه دارای ویتامین‌های مختلف مانند ویتامین A,B،C,E و مقداری املاح معدنی می‌باشد.
هسته خرما دارای مقدار قابل توجهی فیبر و احتمالاً نشاسته مقاوم است که ممکن است در ارتقا سلامتی مفید باشند. هسته‌ها به‌طور متوسط دارای ۵٫۶۵٪ پروتئین، ۹٫۳٪ چربی، ۱٫۲۵٪ خاکستر، ۸۳٫۸٪ کربوهیدرات کل، ۴۸٫۵٪ فیبرمحلول در شوینده اسیدی و ۶۷٪ فیبر محلول در شوینده خنثی بر مبنای وزن خشک بودند. در هسته خرما پتاسیم دارای بیشترین مقدار (۳۰۰ میلی‌گرم در ۱۰۰ گرم وزن خشک) است و پس از آن فسفر، منیزیم، کلسیم و سدیم قرار دارد بین مواد معدنی میکرو آهن دارای بیشترین مقدار است. اسید اولئیک (۴۵٫۳۶٪) اسید چرب غیر اشباع غالب در روغن هسته است در حالیکه اسید چرب اشباع غالب اسید لوریک (۱۹٫۹۸٪) است.

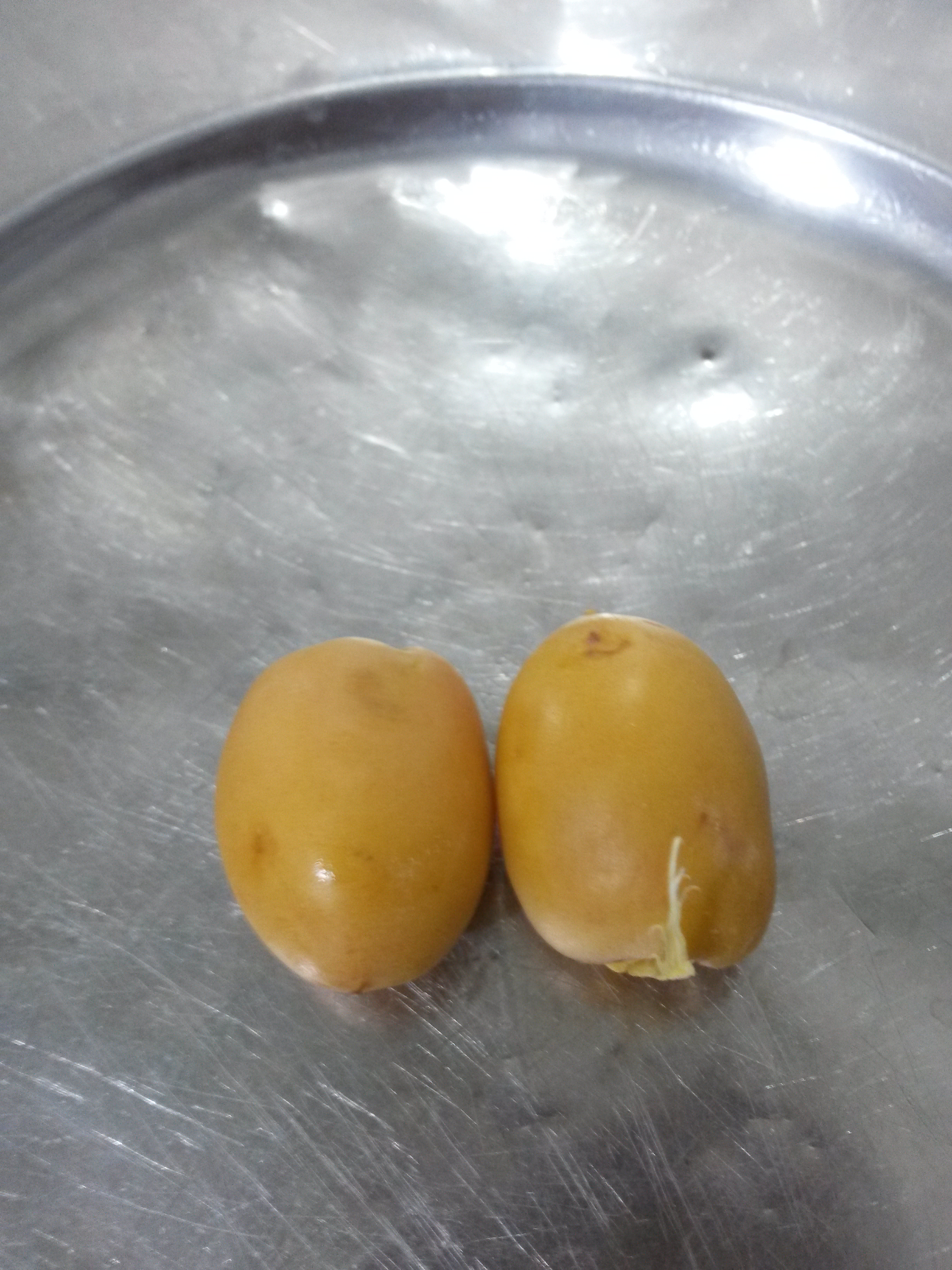
خارک به رنگ زرد
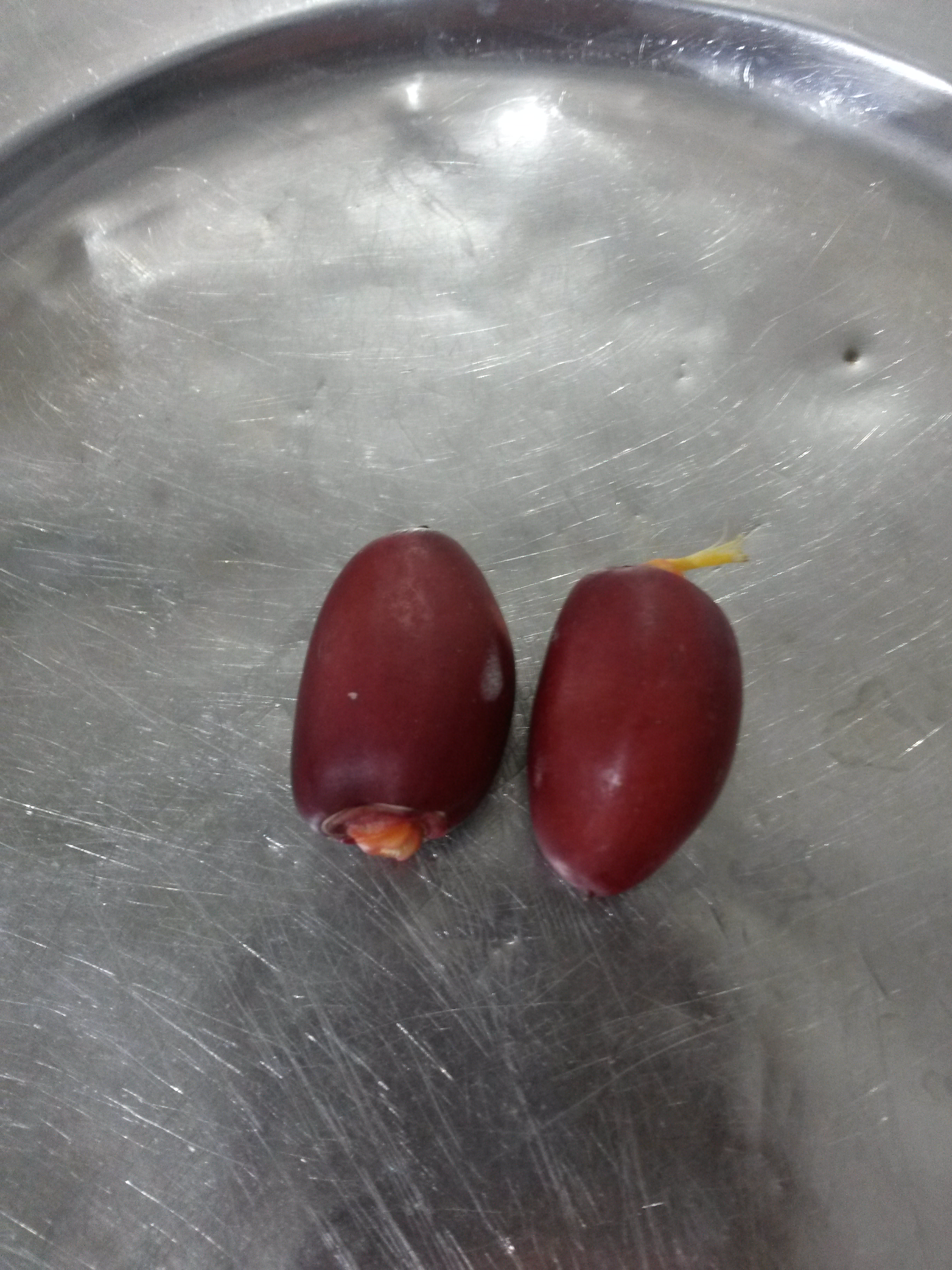
خارک به رنگ قرمز

## خواص خرما
خرما دارای فواید زیادی است که با توجه به مواد مغذی و معدنی موجود در آن، از میوه‌های بسیار مفید به‌شمار می‌آید. در ادامه به برخی از آنها اشاره می‌شود:
- خرما مناسب برای بارداری است.
- برای مبتلایان به دیابت هم، خرما می‌تواند بخشی از یک رژیم غذایی سالم باشد. فرد مبتلا به دیابت تا زمانی که دیابتش تحت کنترل باشد می‌تواند؛ روزانه ۱ تا ۲ خرما در روز مصرف کند، مرتباً ورزش کند و برنامه‌های غذایی سالم خود را رعایت و اجرا کند.[۱۳]
- دارای پروتئین‌ها و مواد مغذی بسیاری است.
- برای اسهال مفید است.
- انسان در هر روز به ۹ میلی‌گرم آهن نیاز دارد که در هر ۱۰۰ گرم خرما ۳ تا ۵ میلی‌گرم آهن است: با خوردن چند عدد خرما در روز آهن مورد نیاز بدن تأمین می‌شود. آهن ترمیم کننده و سازنده گلبول‌های قرمز خون است؛ خوردن خرما درمان کم خونی است.[۱۴]
- مناسب برای لاغری به دلیل فیبر بالا.

### ارزش غذایی
میوه خرما حاوی ۲۱٪ آب، ۷۵٪ کربوهیدرات (۶۳٪ قند و ۸٪ فیبر غذایی)، ۲٪ پروتئین و کمتر ۱٪ چربی است. کربوهیدرات‌های اولیه منوساکارید هستند که شامل گلوکز (۲۳٪ تا ۳۰٪)، فروکتوز (۱۹٪ تا ۲۸٪) و فیبر خوراکی غیر نشاسته‌ای (۷٪ تا ۱۰٪) از وزن کل میوه می‌باشند. در این میان، محتوای ساکارز تقریباً ناچیز است. شاخص قندخونی برای انواع مختلف میوه‌های خرما در محدودهٔ ۳۸ تا ۷۱ است که میانگین آن محدوده ۵۳ می‌باشد و بنابراین، خرما یک منبع غذایی نسبتاً پایین با شاخص قندخونی محسوب می‌شود. بار قندخونی میوه‌های خرما — محاسبه‌شده برای یک وعده شامل ۳ میوه خرما با وزن تقریبی ۲۷ گرم — به‌طور متوسط ۹ است که نشانگر میزان بار قندخونی پایین است. مانند بسیاری از میوه‌های دیگر، خرما حاوی سطوح قابل اندازه‌گیری کلسیم اگزالات است.

## ارزش غذایی ۱۰۰ گرم
| تشکیل دهنده اصلی | مقدار در ۱۰۰ گرم |
| ---------------- | ---------------- |
| انرژی (کالری)    | ۲۷۷ کیلوکالری    |
| کربوهیدرات       | ۷۴٫۹۷ گرم        |
| پروتئین          | ۱٫۸۱ گرم         |
| چربی             | ۰٫۱۵ گرم         |
| آب               | ۲۱٫۳۲ گرم        |
| فیبر             | ۶٫۷۰ گرم         |
| قند              | ۶۶٫۴۷ گرم        |
| کلسترول          | ۰٫۰۰ میلی‌گرم     |

## تاریخچه کاشت
درخت خرما در نواحی گرمسیری و نیمه‌گرمسیری، از جمله ایران پرورش می‌یابد. با اینکه خاستگاه آن را بین‌النهرین، عربستان و شمال آفریقا ذکر می‌کنند ولی بررسی‌های علمی، آن را به گونه‌ای به نام علمی P.H. Sivestris که در هندوستان می‌روید نسبت می‌دهند.
باستان شناسان احداث نخلستان‌ها را به پنج هزار سال پیش نسبت داده‌اند زیرا نامی از آن بر لوحه‌های گلی ۵۰ سده پیش یافته‌اند.
در ایران نخل و خرما از دوران باستان و پیش از هخامنشی کشت می‌شده. در ادبیات ساسانی از جمله در کتاب بندهشن از نخل یاد شده است. منابع چینی از ایران (در زبان ایشان بوسی، تلفظ چینی پارسی) به عنوان سرزمین نخل خرما که در نزدشان به نام عناب پارسی و عناب هزار ساله مشهور بوده، یاد کرده‌اند. در پایان سده نهم میلادی، نخل خرما را از ایران به چین برده و در آنجا کشت کرده‌اند.
در میان کشورهای اروپایی اسپانیا پیشینه بیشتری در کشت خرما دارد.

## محصولات
از برگ و شاخه درخت خرما سبد و زیرانداز تهیه می‌کنند. از هسته آن نان و از میوه خرما شراب و عسل. مردم صحرا هسته درخت خرما را آرد کرده و از آن نان می‌پزند یا هسته را بو داده و آن را همانند قهوه استفاده می‌کنند زیرا دم کرده آن بسیار مطبوع است یا حتی آن را در آب برای چند روز خیس کرده و به عنوان غذای مقوی به شترهای خود می‌دهند.

## بزرگ‌ترین تولیدکنندگان خرما در جهان
| تولیدکنندگان خرما - سال ۲۰۲۰(تُن) | تولیدکنندگان خرما - سال ۲۰۲۰(تُن) | تولیدکنندگان خرما - سال ۲۰۲۰(تُن) |
| -------------------------------- | -------------------------------- | -------------------------------- |
| مصر                              | ۱,۶۹۰,۹۵۹                        |                                  |
| عربستان سعودی                    | ۱,۵۴۱,۷۶۹                        |                                  |
| ایران                            | ۱,۲۸۳,۴۹۹                        |                                  |
| الجزایر                          | ۱,۱۵۱,۹۰۹                        |                                  |
| عراق                             | ۷۳۵,۳۵۳                          |                                  |
| پاکستان                          | ۵۴۳,۲۶۹                          |                                  |
| سودان                            | ۴۶۵,۳۲۳                          |                                  |
| جهان                             | ۹,۴۵۴,۲۱۳                        |                                  |

هم اکنون مصر نزدیک به ۱۸ درصد، عربستان ۱۶ درصد و ایران با ۱۴.۵۷ درصد بزرگترین تولیدکنندگان خرما در جهان بشمار می آیند

## اصطلاحات نخل و خرما
خرما از ابتدای تکوین یا همان پیدایش تا زمان رسیدن هفت مرحله را پشت سر می‌گذارد.
1. طَلع و ولیع
2. بَلَح
3. خلال
4. بُسر
5. قَسب
6. رُطَب
7. تَمر

در مناطق خرماخیز ایران اصطلاحات و واژه‌های فارسی زیادی در ارتباط با نخل‌کاری رواج دارد که به برخی از آن‌ها اشاره می‌شود:
- مچ، مُخ، مُغ، مق، مُگ یا مُه و دیمیت به معنی نخل هم است. نام تنگه و منطقه هرمز هم از اهورامزدا و هرمزد و هورمزد تشکیل شده است.
- فَسیل: ساقه اصلی درخت خرما. در جیرفت به پاجوش نخل گفته می‌شود.
- تیم: هر چه از فسیل بروید اعم از تنه و پاجوش.
- تیم فسیل: آنچه در کنار تنه اصلی می‌روید.
- مُه‌کُشَک یا مخ کش: درختچه‌ای که از تنه فسیل برآید. در بم و نرماشیر به آن‌ها جنگ می‌گویند.
- اَبار یا هبار (Hobar): گردی که از نخل نر ترشح می‌شود. در بم و نرماشیر به آن‌ها بو می‌گویند. در جیرفت و میناب به آن ایوار می‌گویند.
- گله‌بشکن یا تَرَکی: از آفت‌های نخل.
- تازوغ: سوسکی از آفت‌های نخل.
- تفتوک: از افت‌های نخل که شبیه تار عنکبوت و کپک می‌باشد و دور خوشه‌ها را در بر می‌گیرد.
- مُشتاب: اتاقک یا سیلویی برای دانه‌دانه کردن و شیره‌گیری از خرما.[۲۱]
- پنگ یا پاگ: خوشه
- گرد یا گرز: ساقهٔ درخت خرما
- پاتیزه: پیش (برگ‌های) جوان‌تر
- تاره: خوشه نخل، زمانی که در غلاف خود قرار دارد و هنوز چوبی نشده است.[۳]
- پریچه یا پیرچه یا پریخ (Perikh): الیاف اطراف برگ خرما که چسبیده به تنه درخت است. پریچه در بعضی مناطق به‌عنوان اسکاچ نیز مورد استفاده قرار می‌گیرد. در استان بوشهر همان «لیف» نامیده می‌شود. در جیرفت به آن‌ها سیس می‌گویند. در بم و نرماشیر به آن‌ها سی سی می‌گویند.
- پیش: برگ درخت خرما)
- استک: هسته خرما نام می‌گیرد و در گویش‌های جنوب کرمان (جیرفت، کهنوج، نرماشیر و…)، هرمزگان، سیستان و بلوچستان و بوشهر مورد استفاده است.
- پاگنه: انتهای پیش که متصل به درخت خرما است. در استان بوشهر این بخش «تاپول» نامیده می‌شود. در جیرفت به آن‌ها تَگ می‌گویند. در بم و نرماشیر به آن‌ها لتی می‌گویند.
- دُم باز: خرمایی که نیمی از آن رسیده و حالت رطبی داشته و نیمهٔ بالایی به حالت خارک یا نارس باشد.[۲۲]
- هارما: در بخش اچمی نشین جنوب کشور، خرما را برگرفته از زبان اچمی هارما (HARMA) و اُرما (Orma) می‌خوانند.

### خوشه‌بندی
عملیات خوشه‌بندی برای محصول‌دهی بهتر و برداشت آسان‌تر خرما و جلوگیری از ریزش میوه‌ها در مقابله با طوفان‌هاست که یکی از مراحل داشت محصول محسوب می‌شود. پس از گرده‌افشانی نخیلات، مرحله خوشه‌بندی است. در این مرحله خوشه‌های سبز و نارس خرما توسط کارگران ماهر به شکلی زیبا و منظم بر روی شاخه‌های درخت نخل قرار می‌گیرد تا هنگام برداشت، هم از هدر رفت محصول جلوگیری و هم محصولی باکیفیت تولید شود. عملیات خوشه‌بندی توسط کارگران ماهر و با استفاده از طناب مخصوص بنام پرند برای بالارفتن از درختان نخل انجام می‌شود و خوشه‌های خرما را به وسیله طنابی که معمولاً از لیف خرما بافته شده به شاخه‌های نخل متصل کنند. برخی از ارقام خرما که شاخه‌های نازکتری دارند، خوشه‌ها به تنه درختان نخل محکم بسته می‌شوند و تا زمان برداشت محصول به همین حالت می‌مانند تا از شکستگی آنها جلوگیری شود.

## خرما در ایران
سرانه مصرف خرما در ایران ۷ کیلوگرم است که میانگینی از مصرف سرانه ۲۵ کیلوگرمی استان‌های جنوبی و ۱ کیلوگرمی سایر استان‌ها می‌باشد. سرانه مصرف خرمای ایران ۴ کیلوگرم است. این در حالی است که سرانه مصرف خرما در عربستان ۱۳ کیلوگرم و در مصر ۱۶ کیلوگرم است.
در ایران به‌طور سالانه، ۱ میلیون تن خرما تولید می‌شود که عمده مصرف داخلی آن در ماه رمضان صورت می‌گیرد. از لحاظ میزان تولید خرما منطقه جنوب استان کرمان با تولید ۱۸۱ هزار و ۸۰۰ تن خرما بیشترین میزان تولید در کشور را داراست. سایر مناطق استان کرمان هم تولیدی در حد ۱۱۷ هزار و ۶۰۰ تن را دارا هستند بعد از استان کرمان استان سیستان و بلوچستان با تولید ۱۷۸ هزار و ۱۹۹ تن رده دوم تولید خرمای کشور را در اختیار دارد، سپس به ترتیب استان خوزستان با ۱۴۴ هزار تن، استان بوشهر با ۱۴۲ هزار تن، استان فارس با ۱۳۸ هزار تن، استان هرمزگان با ۱۲۵ هزار تن، با هفت هزار و پانصد تن و… در رده‌های بعدی تولید خرمای کشور قرار دارد.
از میان محصول خرمای هر سال ایران، ۱۰ درصد برای صادرات به کشورهای دیگر اختصاص می‌یابد، ۵۰ درصد به مصرف داخلی می‌رسد و ۴۰ درصد هم در مراحل مختلف برداشت محصول، ضایع‌شده و از بین می‌روند.

### ارقام خرمای ایران
یکی از مهم‌ترین عوامل که می‌تواند در بهبود کیفیت و اصول و در نتیجه رونق دادن به صنعت خرما در جهان مؤثر باشد، استفاده از گونه‌های خرما برتر و تجاری است. در اسناد تاریخی که حدود ۲۰۰ سال قبل نوشته شده‌اند از ۲۵ رقم درخت خرما که در عراق و اطراف خرمشهر کشت می‌شده نام برده شده است که امروزه نیز به همان نام‌ها شناخته می‌شوند، اما آمارهای موجود نشان می‌دهند که بالغ بر ۳۰۰۰ رقم خرما در دنیا شناخته شده‌اند که بخش عمده‌ای از آن‌ها متعلق به ایران است، چنانچه از سه هزار رقم شناخته شده خرما در دنیا ۴۰۰ رقم آن متعلق به ایران است.
بیشتر این ارقام در ۶ استان خوزستان، هرمزگان، کرمان، بوشهر، فارس و سیستان و بلوچستان پراکنده شده‌اند که اسامی گونه‌های غالب ایران و منطقه کشت این گونه‌ها در زیر آمده است.
- خرمای پیارم: در استان هرمزگان و برخی نقاط استان کرمان
- خرمای ربی در شهرستان جیرفت، شهرستان عنبرآباد، شهرستان کهنوج و شهرستان گلشن
- خرمای سایر: در استان خوزستان
- خرمای کروت: در استان کرمان
- خرمای کلوته: در شهرستان جیرفت، شهرستان عنبرآباد و شهرستان کهنوج
- خرمای مضافتی: در شهرستان بم و شهرستان جیرفت، شهرستان عنبرآباد و شهرستان سراوان و شهرستان ریگان و شهرستان گنبکی و شهرستان نرماشیر
- خرمای الینگی: در شهرستان نیک‌شهر
- خرمای هلیله‌ای: در استان بوشهر، شهرستان جیرفت، شهرستان عنبرآباد، شهرستان کهنوج، شهرستان بم و شهرستان نرماشیر
- خرمای شاهانی: در استان فارس
- خرمای زاهدی: در استان خوزستان، استان بوشهر و جنوب استان کرمان
- خرمای کبکاب: در استان بوشهر و شهرستان بافق
- خرمای مرداسنگ: در مناطق جنوبی استان کرمان (شهرستان جیرفت، شهرستان عنبرآباد، شهرستان کهنوج) و استان هرمزگان
- خاصویی: در استان هرمزگان، استان فارس و استان بوشهر
- خرمای خنیزی: در استان هرمزگان، استان بوشهر، شهرستان جیرفت و شهرستان عنبرآباد
- خرمای اشرسی: در استان ایلام و شهرستان قصرشیرین
- مهم‌ترین گونه‌هایی که در ایران تولید می‌شوند را گونه سایر یا استعمران در خوزستان، گونه مضافتی در کرمان و بم، گونه زاهدی و پیارم در حاجی‌آباد هرمزگان و گونه کبکاب در بوشهر تشکیل می‌دهد.
- ارقام بومی خرما در استان سیستان و بلوچستان: خرمای مضافتی، ربّی، شَکَری، حلیله، آبروگن، کَلَگی، چربان، حاشه‌ای، جوانداک، اشکنجک، پُپو، دِسکی، وردیوار، بَرنی، کلوت، مُلسی، کروچ، کونداک، کتمی
- ارقام بومی خرما در استان فارس: عمده اقلام خرامای فارس شاهانی، زاهدی (قصب)، کبکاب می‌باشد و سایر ارقام دیگر پیارم، خاصوئی، استعمران، برحی، دیری، گنتار، مجول، پنجه عروس، هلیله

- ارقام بومی خرمای استان بوشهر: قسب (زاهدی)، کبکاب، حاج باقری، برهی، بریمی، صمرون، شکر، سیسی، حلَو، سروری، زندنی، خشن خار، استک سرخو، مرسو، خاصویی، جمادی، بیرمی، تی رس، شهابی، لش، کندی، خنیزی، سمیلی، خضروی، گنتار، پنبه، شیخ عالی، زامردو، ده دارب، اهرمی، خاویزی، خاور، مکتی، شاخونی، مصلی، جوزی، غصاب، ردستی و هلیله ای
- ارقام خرمای استان هرمزگان: پیارم، مرداسنگ، هلیلی، مضافتی، خاصویی، خنیزی، شاهانی، کریته، زرک و کلک سرخ.
- ارقام بومی خرما در غرب استان خوزستان: لیلوئی، برحی (گرد و ریز و با و شیرینی کمتری نسبت به ارقام دیگر)، زاهدی، دیری، اشکر و بریم، حلاوی، بلیانی، سویدانی، هداک، شکر، بنت السب، دگل زرد، خضراوی، استعمران (سعمرون)، بوبکی، چبچاب، مشتوم، جهرمی، عموبحری، دگل سرخ، فرسی، هدل، خصاب، حمراوی، حساوی، اسحاق، جوزی و گنتار، کبکاب (بسیار شیرین و ظاهری شیشه‌ای دارد).
- ارقام بومی خرما در استان کرمان:
  - (در شهرستان بم و شهرستان نرماشیر) مضافتی، کروت، قندشکن (سنگ‌شکن)، ربی، خریک، هلیله‌ای
  - (در شهرستان جیرفت و شهرستان عنبرآباد): خرمای مضافتی عالی مِهتِری، شِکَری (این دو از زودرس‌ترین گونه‌های خرما هستند که بیشتر مصرف محلی دارند)، کلوته (کلیته)، مرداسنگ (تنها خرمای طبع سرد دنیا)، هلیلی، خَنیزی، رُوغنی، شاهانی، زاهدی، خضراوی، رَبی، نگار (میوه‌هایی بسیار کشیده دارد)، گاردیال، قربانی، آجیلی
- ارقام بومی خرما در غرب استان کرمانشاه (شهرستان قصر شیرین): زاهدی، ارزق، خضراوی، جعفری و اشرسی[۲۸]
- ارقام بومی خرما در استان ایلام: خضراوی، زاهدی، اشرسی و زیدی[۲۹]

## آفت‌ها
یکی از آفات اصلی درخت خرما، سوسک حنایی خرما (Rhynchophorus ferrugineus) است که در حال حاضر تهدیدی جدی برای تولید خرما در بخش‌هایی از خاورمیانه و همچنین گونه‌های نخل تزئینی در سراسر منطقه مدیترانه است. از دیگر آفت‌های خرما کرم میوه‌خوار خرما (Batrachedra amydraula) و سوسک کرگدنی خرما (Oryctes elegans) می‌باشد.